# Christian Schult
Christian Schult (* 3. Februar 1954) ist ein deutscher Filmschauspieler und Synchronsprecher.

## Werdegang
Schult wurde als Sohn von Rolf Schult geboren. Er absolvierte seine Schauspielausbildung an der Fritz-Kirchhoff-Schauspielschule in Berlin, bevor er sich als Sprecher engagierte. Davor lebte er mit seiner Familie in Österreich und war an verschiedenen Theatern engagiert, u. a. in Innsbruck oder Salzburg. Die Familie zog nach einer gewissen Zeit nach München, da Rolf Schult wollte, dass sein Sohn eine Ausbildung in Deutschland absolviert. Nachdem Schult wieder in Deutschland lebte, bewarb er sich bei verschiedenen Tonstudios als Sprecher. Das Giesing-Team lud ihn zum Casting ein und diese waren sehr begeistert von Schults Stimmähnlichkeit zu seinem Vater. Seitdem arbeitet er hauptsächlich als Sprecher für Imagefilme, Dokumentationen oder Werbung.
Bekannt ist Schult vor allem als deutsche Synchronstimme von Det. John Munch, gespielt von Richard Belzer, in der US-amerikanischen Fernsehserie Law & Order: Special Victims Unit. Nach dem Tod seines Vaters übernahm Schult anfangs einige seiner Rollen, u. a. Robert Redford in All Is Lost oder Anthony Hopkins in Slipstream.
Schult lebt in München.

## Synchronrollen (Auswahl)

### Filme
- 1992: als König Ferdinand II./Matrose in Die Abenteuer von Pico und Columbus
- 1999: als Polizist in Der Knochenjäger
- 2006: Art Hindle als Russel Birk in One Way
- 2006: Marlon Brando als Jor-El in Superman Returns (Filmausschnitt aus Superman)
- 2007: Anthony Hopkins als Felix Bonhoeffer in Slipstream (Synchronisation: 2010)
- 2007: Gary Cooper als Commander Bud Jackson in Unsichtbarer Feind
- 2008: Sam Shepard als Gordon in Felon
- 2013: Robert Redford als Our Man in All Is Lost

### Serien
- 1990–2010: Richard Belzer als Detective John Munch in Law & Order (Staffel 10, Folge 14)
- 1997–2000: Keith MacKechnie als Jeff London in Veronica (Staffel 2, Veronicas Verwirrung der Gefühle)
- seit 1999: Patrick Stewart als Patrick Stewart in Family Guy (Staffel 7, Nicht alle Hunde kommen in den Himmel)
- 1999–2015: Richard Belzer als Det. John Munch in Law & Order: Special Victims Unit
- 2005: Kenji Utsumi als Nenki Mino in Basilisk: Die Chroniken der Kouga Ninja
- 2005–2006: Richard Belzer als Detective John Munch in Law & Order: Trial by Jury (Synchronisation: 2015 – Staffel 1, Folge 8)

## Videospiele (Auswahl)
- 2005: als Informant Tom Simpkins in Stronghold 2
- 2006: als Massimo Gartuso in Geheimakte Tunguska
- 2006: als Rhobar II. in Gothic 3
- 2010: als Spielhilfe in Lost Horizon
- 2010: als Luca Gurino in Mafia II